# Хунедоара (повіт)
Хунедоа́ра або Гунедоара (рум. Hunedoara) — жудець (повіт) у Центральній Румунії, у Трансільванії, на стику Трансильванських Альп, Західних Румунських гір і гір Пояна-Руске. Площа 7,0 тис. км². Населення 485,7 тис. ос. (2002). Адміністративний центр — м. Дева.

## Міста
- Хунедоара
- Дева
- Петрошани
- Вулкан
- Лупени
- Петрила
- Ораштіє
- Брад
- Калан
- Симерія
- Хацег
- Урикани
- Джоаджиу
- Аніноаса

## Господарство
Промисловість повіту дає 3,7 % валовій промисловій продукції Румунії. Провідні галузі: чорна металургія (53,4 % валовій продукції повіту; комбінат в місті Хунедоара), паливно-енергетична промисловість (14,8 %); розвинені також машинобудування (6,2 %), харчова (5,3 %), виробництво будматеріалів, хімічна, лісова і деревообробна промисловість, кольорова металургія, шкіряно-взуттєва і швейна промисловість. Видобуток кам'яного вугілля (понад 8 млн т; басейн Петрошені), залізної, мідної, поліметалічних руд, піритів, тальку, мармуру і будівельного каменю. Головні промислові центри: Хунедоара, Петрошені. Ліси займають 45 % території повіту, рілля — 13 %, луги і пасовища — 36 %. Сільське господарство проводить 1,4 % валовій продукції Румунії. Посіви зернових (кукурудза, пшениця) і кормових культур; обробляють картоплю, овочі. Садівництво. 148 тис. голів великої рогатої худоби, 117 тис. свиней, 241,6 тис. овець (1976).

## Історія
У повіті розташована столиця Дакії — Сармізегетуза — та ще 5 замків даків.